# فیلیپ ساسینک
فیلیپ ساسینک (چکی: Filip Sasínek؛ زادهٔ ۸ ژانویهٔ ۱۹۹۶) دونده دو نیمه‌استقامت اهل جمهوری چک است.